# 김두한형 시라소니형
김두한형 시라소니형은 1981년 공개된 대한민국의 영화이다.

## 배역
- 이강조
- 신우철
- 장미희
- 원미경